# Гольц, Томас
Томас Гольц (англ. Thomas Goltz; 11 октября 1954, Япония — 29 июля 2023, Ливингстон, Монтана) — американский журналист.

## Биография
Родился в Японии, вырос в штате Северная Дакота. Окончил Нью-Йоркский университет со специализацией по Ближнему Востоку. На протяжении 15 лет работал журналистом в Турции и странах бывшего СССР, написав на основании этой работы три книги, глазами очевидца описывающие, в частности, важнейшие события в «горячих точках»: в книге «Азербайджанский дневник» (англ. Azerbaijan Diary; 1998) приводятся свидетельства о Ходжалинской резне, в книге «Чеченский дневник» (англ. Chechnya Diary; 2003) — о «зачистке» в Самашках во время Первой Чеченской войны, в книге «Грузинский дневник» (англ. Georgia Diary; 2006) — о грузино-абхазском конфликте. Выпустил также книгу «Убивая Шекспира» (англ. Assassinating Shakespeare: The True Confessions of a Bard in the Bush; 2006), рассказывающую о более ранней поездке по Африке в качестве актёра-любителя.
Томас Гольц скончался 29 июля 2023 года в США.

## Критика
Армянский национальный комитет Канады обвинял Гольца в расистских высказываниях в адрес армян Нагорного Карабаха в марте 2009 года на лекции, спонсируемой Ассамблеей Азербайджано-Канадских организаций.